# ФК «Славія» (Прага) в сезоні 1919
Сезон ФК «Славія» (Прага) 1919 — сезон чехословацького футбольного клубу «Славія». У Середньочеській лізі команда посіла перше місце.

## Склад команди
| № | Поз. | Нац.           | Гравець             |
| - | ---- | -------------- | ------------------- |
|   | ВР   | Чехословаччина | Главачек            |
|   | ВР   | Чехословаччина | Турек               |
|   | ЗХ   | Чехословаччина | Р. Вальдгегер       |
|   | ЗХ   | Чехословаччина | Ріхард Веселий      |
|   | ЗХ   | Чехословаччина | Антонін Раценбергер |
|   | ПЗ   | Чехословаччина | Голий               |
|   | ПЗ   | Чехословаччина | Карел Коваржович    |
|   | ПЗ   | Чехословаччина | Валентин Лоос       |
|   | ПЗ   | Чехословаччина | Франтішек Фіхта     |

| № | Поз. | Нац.           | Гравець        |
| - | ---- | -------------- | -------------- |
|   | НП   | Чехословаччина | Йозеф Бєлка    |
|   | НП   | Чехословаччина | Ян Ванік       |
|   | НП   | Чехословаччина | Напрстек       |
|   | НП   | Чехословаччина | Вацлав Прошек  |
|   | НП   | Чехословаччина | Йозеф Седлачек |
|   | НП   | Чехословаччина | Чапек          |
|   | НП   | Чехословаччина | Йозеф Шроубек  |
|   | НП   | Чехословаччина | Вацлав Шубрт   |

## Історія
На початку року в команду повернувся Карел Коваржович, з «Кладно» прийшов Напрстек. В листопаді в «Колін» перейшов Вацлав Шубрт. Найбільше матчів у році зіграв Франтішек Фіхта — 35. На рахунку Яна Ваніка 34 гри.
Невдало виступала команда «Славія-Б» у чемпіонаті резервних команд, посівши шосте місце серед дев'яти учасників. Переможцем турніру резервістів стала «Спарта-Б».

## Чемпіонат Чехословаччини
Середньочеська ліга
Переможця Середньочеської ліги в очному протистоянні визначали «Спарта» і «Славія». «Славію» влаштовувала нічия, але перемогу здобула «Спарта» з рахунком 2:0. Незважаючи на кращу різницю м'ячів у «Славії», переможцем була оголошена «Спарта», як переможець особистої зустрічі. Найбільше голів забивали Ванік (11 разів), Шубрт і Шроубек (по 9).
|   | турнірна таблиця    | І | В | Н | П | МЗ | МП | DR  | О  |
| - | ------------------- | - | - | - | - | -- | -- | --- | -- |
| 1 | Спарта (Прага)      | 8 | 7 | 0 | 1 | 25 | 3  | +22 | 14 |
| 2 | Славія (Прага)      | 8 | 7 | 0 | 1 | 37 | 7  | +30 | 14 |
| 3 | Уніон (Жижков)      | 8 | 6 | 0 | 2 | 19 | 9  | +10 | 12 |
| 4 | Вікторія (Жижков)   | 8 | 5 | 0 | 3 | 16 | 10 | +6  | 8  |
| 5 | Метеор Виногради    | 8 | 3 | 0 | 5 | 16 | 15 | +1  | 8  |
| 6 | Вршовіце (Прага)    | 8 | 3 | 0 | 5 | 18 | 19 | -1  | 6  |
| 7 | Лібень (Прага)      | 8 | 2 | 1 | 5 | 14 | 24 | -10 | 5  |
| 8 | Сміхов (Прага)      | 8 | 1 | 1 | 6 | 7  | 34 | -27 | 3  |
| 9 | Метеор-VIII (Прага) | 8 | 1 | 0 | 7 | 4  | 35 | -31 | 2  |

| 16.04.1919                                                                                  | Славія (Прага)           | 9:0  | Сміхов |  |  |
|                                                                                             | Шубрт Шроубек Шквор Лоос | звіт |        |  |  |
| Главачек, Раценбергер, Вальдгегер, Лоос, Фіхта, Голий, Гушак, Шроубек, Шубрт, Шквор, Прошек |                          |      |        |  |  |

| 16.04.1919                                                                             | Славія (Прага)           | 5:1  | Лібень |  |  |
|                                                                                        | Шубрт Ванік Шквор Прошек | звіт |        |  |  |
| Турек, Раценбергер, Вальдгегер, Лоос, Фіхта, Голий, Гушак, Шквор, Шубрт, Ванік, Прошек |                          |      |        |  |  |

| 13.04.1919 | Славія (Прага)                                                  | 7:0  | Вікторія (Жижков) |  |  |
| | Напрестек 2' Ванік 23' 67' Шубрт 33' Шроубек 43' 68' Прошек 49' | звіт |                   |  |  |
| Славія: Турек, Раценбергер, Вальдгегер, Лоос, Фіхта, Голий, Напрстек, Шубрт, Шроубек, Ванік, Прошек Вікторія: Клапка, Шварц, Стейнер, Плодр, Колінський, Чеський, Ломоз, Зоубек, Мусік І, Лоренц, Мусік ІІ |                                                                 |      |                   |  |  |

| 27.04.1919                                                                                               | Славія (Прага)                             | 6:2  | Лібень |  |  |
| | Шубрт 2', 18' Ванік 30', ?' Шроубек ?', ?' | звіт |        |  |  |
| Славія: Турек, Раценбергер, Вальдгегер, Лоос, Фіхта, Коваржович, Напрстек, Шубрт, Шроубек, Ванік, Прошек |                                            |      |        |  |  |

| 11.05.1919                                                                                            | Славія (Прага)             | 5:0  | Метеор-VIII |  |  |
| | Прошек Шроубек Ванік Фіхта | звіт |             |  |  |
| Славія: Турек, Раценбергер, Веселий, Лоос, Фіхта, Коваржович, Напрстек, Ванік, Шроубек, Шквор, Прошек |                            |      |             |  |  |

| 18.05.1919                                                                                          | Славія (Прага)       | 3:1  | Уніон (Жижков) |  |  |
| | Ванік Прошек Шроубек | звіт |                |  |  |
| Славія: Турек, Раценбергер, Вальдгегер, Лоос, Фіхта, Голий, Напрстек, Шубрт, Шроубек, Ванік, Прошек |                      |      |                |  |  |

| 25.05.1919 | Славія (Прага) | 2:1 | Вршовіце (Прага) |  |  |
|            | Ванік          |     |                  |  |  |
|            |                |     |                  |  |  |

| 1.06.1919 | Славія (Прага) | 0:2  | Спарта (Прага) | Летна, Прага                 |  |
| |                | звіт | Янда           | Глядачі: 10 000 Суддя: Задак |  |
| Славія: Турек — Ратценбергер, Р.Вальдгегер — Лоос, Голий, Коваржович — Напрстек, Шубрт, Ванік, Шроубек, Прошек Спарта: Пейр, Гоєр, Поспішил, Коленатий, Фівебр, Пешек-Кадя, Червений, Седлачек, Пілат, Янда, Тламіха-Ада |                |      |                |                              |  |

## Середньочеський кубок
«Славія» поступилась команді «Колін» з однойменного міста. Ймовірно, це відбулось на стадії чвертьфіналу, враховуючи те, що «Спарта» і «Славія» зазвичай розпочинали свої виступи в кубку саме з цієї стадії.
| 17.11.1919                                                                                     | Славія (Прага) | 1:2 | Колін |  |  |
|                                                                                                |                |     |       |  |  |
| Турек, Герл, Р.Вальдгегер, Чешка, Виранський, Руда, Шквор, Коваржович, Й.Лоос, Чапек, Напрстек |                |     |       |  |  |

## Товариські матчі
- квітень Славія - Пардубіце - 5:1 (Ванік, Лоос, Шроубек, Ванік, ?)[5]
- квітень Славія - Вршовіце - 4:0 (Вільда Лоос-3, Ванік)[5]| 9.03.1919 | Славія (Прага) | 8:0  | СК Виногради |  |  |
|           | Лоос Прошек    | звіт |              |  |  |

| березень 1919 | Славія (Прага) | 9:0 (6:0) | Сміхов (Прага) |  |  |
|               |                |           |                |  |  |

| 23.03.1919 | Славія (Прага) | 5:1 | Метеор |  |  |
|            |                |     |        |  |  |

| 30.03.1919                                                                                            | Спарта (Прага) | 2:3 | Славія (Прага) | 15 000                  |  |
| | Янда           |     | Ванік Шубрт    | Суддя: Франтішек Цейнар |  |
| Славія: Турек— Ратценбергер, Р.Вальдгегер — Лоос, Фіхта, Голий — Гусак, Шубрт, Ванік, Шроубек, Прошек |                |     |                |                         |  |

| 6.04.1919 | Славія (Прага)             | 6:0  | Моравська Славія (Брно) |  |  |
| | Фіхта Прошек Шубрт Шроубек | звіт |                         |  |  |
| СП: Турек, Раценбергер, Вальдгегер, Коваржович, Фіхта, Голий, Напрестек, Шроубек, Шубрт, Ванік, Прошек МС: Дзюбіан, Складаний, Чірд, Зоуфалий, Новак, Палатий, Шимонек, Клейн, Полчар, Скоупий, Шпачек |                            |      |                         |  |  |

| 2.05.1919 | Славія (Прага) | 2:0  | СК Пльзень |  |  |
|           | Шроубек        | звіт |            |  |  |

| 4.05.1919 | Славія (Прага) | 1:0  | Колін |  |  |
|           | Шубрт          | звіт |       |  |  |

| 10.06.1919                                                                                     | Славія (Прага) | 3:0 | ЧАФК (Прага) |  |  |
|                                                                                                | Шроубек Ванік  |     |              |  |  |
| Турек, Вальдгегер, Веселий, Е.Бенда, Шроубек, Коваржович, Прошек, Ванік, Шубрт, лоос, Напрстек |                |     |              |  |  |

| 27.07.1919 | Славія (Прага)    | 6:1  | Ганацька Славія |  |  |
|            | Ванік Прошек Лоос | звіт |                 |  |  |
|            |                   |      |                 |  |  |

| 4.08.1919 | Славія (Прага)                                     | 14:1 | СК Високе Мито |  |  |
|           | Ванік Прошек Лоос Напрстек Шубрт автогол суперника | звіт |                |  |  |

| 18.08.1919 | Славія (Прага) | 1:1  | Пардубіце |  |  |
|            | Шубрт          | звіт |           |  |  |

| 24.08.1919 | Братислава | 1:9 | Славія (Прага) |  |  |
|            |            |     |                |  |  |

| 27.09.1919 | Славія (Прага)            | 3:2      | Граджянскі (Загреб)             | Прага |  |
| | 51' 64' Ванік 85' Шроубек | протокол | 20' Першка 35' (аг.) Вальдгегер |       |  |
| Славія: Главачек, Р.Вальдгегер, Раценбергер, Лоос, Фіхта, К.Коваржович, Напрстек, Шроубек, Шубрт, Ванік, Прошек, тренер: Мадден Граджянскі: Врджюка, Шифер, Фердербер, Гольнер, Врагович, Врбанчич, Кінерт, Гайнлайн, Першка, Гранець, Пейнович, тренер: Гайнлайн |                           |          |                                 |       |  |

| 28.09.1919 | Славія (Прага) | 4:0 (3:0) | Слован (Відень) |  |  |
|            | Лоос Ванік     | звіт      |                 |  |  |

| 3.10.1919 | Вікторія Жижков | 1:0  | Славія (Прага) |  |  |
| | Земан           | звіт |                |  |  |
| Вікторія: Клапка, Стейнер, Шварц, Плодр, Градецький, Сейферт, Земан, Горський, Влк, Шафранек, Гавлік Славія: Беранек, Янік, Раценбергер, Виранський, Нутль, Коваржович, Валек, Бєлка, Ванік, Чипера, Прошек |                 |      |                |  |  |

| 12.10.1919 | Славія (Прага)         | 7:0  | ЧАФК Прага |  |  |
| | Шроубек Ванік Горський | звіт |            |  |  |
| Славія: Турек, Раценбергер, Вальдгегер, Коваржович, Виранський, Голий, Лоос, Горський, Шроубек, Ванік, Прошек |                        |      |            |  |  |

| 19.10.1919 | Славія (Прага)                   | 4:0  | Метеор Виногради |  |  |
| | Ванік Горський автогол суперника | звіт |                  |  |  |
| Славія: Турек, Раценбергер, Вальдгегер, Лоос, Виранський, Коваржович, Напрстек, Горський, Фіхта, Ванік, Прошек |                                  |      |                  |  |  |

| 26.10.1919                                                                                            | Славія (Прага)       | 3:1  | Славія (Кладно) |  |  |
| | Прошек Ванік Шроубек | звіт |                 |  |  |
| Славія: Турек, Раценбергер, Е.Бенда, Виранський, Фіхта, Голий, Лоос, Горський, Шроубек, Ванік, Прошек |                      |      |                 |  |  |

| 1.11.1919                                                                                                   | Славія (Прага) | 5:1  | Жиденіце |  |  |
| | Ванік Шроубек  | звіт |          |  |  |
| Славія: Турек, Раценбергер, Вальдгегер, Лоос, Фіхта, Коваржович, Напрстек, Горський, Шроубек, Ванік, Прошек |                |      |          |  |  |

| 23.11.1919                                                                                               | Славія (Прага)                        | 10:0 | Тешін |  |  |
| | Прошек Горський Шроубек Ванік Фіхта ? |      |       |  |  |
| Славія: Турек, Раценбергер, Вальдгегер, Коваржович, Фіхта, Голий, Лоос, Горський, Шроубек, Ванік, Прошек |                                       |      |       |  |  |

| 7.12.1919 | Славія (Прага) | 10:0 | Вршовіце (Прага) |  |  |
|           |                | звіт |                  |  |  |
|           |                |      |                  |  |  |

| 8.12.1919 | Славія (Прага)  | 2:6  | Вікторія (Жижков)                   |  |  |
| | Горський Прошек | звіт | Гдрлічка-ст. Мисік Земан Колінський |  |  |
| Славія: Турек, Раценбергер, Веселий, Коваржович, Виранський, Голий, Напрстек, Горський, Шроубек, Ванік, Прошек Вікторія: Клапка, Шварц, Стейнер, Сейферт, Градецький, Грдрлічка мл, Земан, Гдрлічка ст, Мисік, Колінський, Бребурда |                 |      |                                     |  |  |

## Виступи за збірні
Влітку збірна Чехословаччини взяла участь у двох воєнних футбольних турнірах, які були приурочені перемозі в Першій світовій війні. Перший з них проходив у Римі, а другий у Парижі в рамках масштабних Міжсоюзницьких ігор. Матчі обох турнірів не входять до офіційного реєстру ФІФА.
Турнір у Римі
Збірна Чехословаччини посіла друге місце. «Славію» представляли Рудольф Главачек і Антонін Раценбергер.
- Чехословаччина — Бельгія — 2:3
- Чехословаччина — Італія — 1:0

Міжсоюзницькі ігри
Збірна Чехословаччини стала переможцем турніру. Тренером збірної був Джон Вільям Мадден, а з гравців «Славії» грали Ян Ванік, Валентин Лоос і Вацлав Прошек, в заявці був Вацлав Шубрт.
- 24.06.1919, Група В. Чехословаччина — Бельгія — 4:1 (грали Лоос, Ванік і Прошек; Ванік забив гол)
- 26.06.1919, Група В. Чехословаччина — США — 8:2 (грали Лоос, Ванік і Прошек; Ванік забив два голи, Прошек — один)
- 28.06.1919, Група В. Чехословаччина — Канада — 3:2 (грали Лоос, Ванік і Прошек; Ванік забив гол)
- 29.06.1919, Фінал. Чехословаччина — Франція — 3:2 (грали Ванік і Прошек; Ванік забив гол)

Інші матчі
| 4 травня |

| Збірна Праги                                        | 5 — 3 | Збірна Кладно  |
| --------------------------------------------------- | ----- | -------------- |
| Ванік 4', 55' Седлачек 58' ? 58' (аг.) Червений 79' | звіт  | 2', 12', 21' ? |

|  |

: Прага: Сланіна (?) — Франя, Міла — Кратохвіл, Громаднік (всі четверо — Уніон), Пешек (Спарта),  — Червений (Спарта), Седлачек (Спарта), Пілат (Спарта), Ванік (Славія), Прошек (Славія)
Товариський матч перед Римським турніром
| 2 червня |

| Чехословаччина | 3 — 2 | Замкова Сотня |
| -------------- | ----- | ------------- |
|                | звіт  |               |

|  |

Чехословаччина: Качеровський (Пардубіце) — Янда (Спарта), Раца (Славія) — Коленатий (Спарта), Фівебр (Спарта), Чеський (Вікторія) — Цайда (ЧАФК), Маца (Лібень), Шифнер (Спарта), Мазал (Кладно), Тламіха-Ада (Спарта)
В кінці липня відбувся показовий товариський матч між гравцями, які грали на Римському турнірі і Міжсоюзницьких іграх. Команди отримали номінальні назви Рим і Париж. На обох турнірах грали Гоєр і Янда, перший у матчі виступав в команді Париж, а другий — Рим. Воротар Клапка грав у нападі. Через відсутність кількох учасників Римського турніру, за команду Рим грав Стейнер, який був учасником міжсоюзницьких ігр, і Новий, який не брав участі в жодному. «Славію» в цьому показовому матчі представляв лише воротар Рудольф Главачек.
| липень 1919 |

| Париж                         | 5 — 0 | Рим |
| ----------------------------- | ----- | --- |
| Клапка Гоєр ? Седлачек Плачек | звіт  |     |

|  |

Париж: Пейр, Поспішил, Гоєр, Пешек, Фівебр, Влк, Червений, Седлачек, Пілат, Клапка, Плачек
Рим: Главачек, Янда, Стейнер, Плодр, Мисік, Чеський, Цайда, Коленатий, Новий, Маца, Тламіха